# La Bazouge-du-Désert
La Bazouge-du-Désert (tiếng Breton: Bazeleg-an-Dezerzh, Gallo: La Bazój-du-Dezèrt) là một xã của tỉnh Ille-et-Vilaine, thuộc vùng Bretagne, miền tây bắc nước Pháp.

## Dân số
Người dân ở La Bazouge-du-Désert được gọi là Bazougeais.